# Верхняя Иреть
Верхняя Иреть — деревня в Черемховском районе Иркутской области России. Входит в состав Голуметского муниципального образования. Находится примерно в 55 км к югу от районного центра.

## Население
| 2002 | 2010 | 2011 | 2012 |
| ---- | ---- | ---- | ---- |
| 198  | ↘139 | ↘138 | →138 |